# ザ・セノタフ
ザ・セノタフ（英語: The Cenotaph）は、イギリス・ロンドンのホワイトホールにある戦争記念施設である。
その起源は、第一次世界大戦終結後の平和パレードのために建てられた仮設の建造物で、国民感情の高まりを経て1920年に常設の建造物に置き換えられ、イギリスの公式戦争記念碑に指定された。
エドウィン・ラッチェンスによって設計された、この恒久建造物は、1919年から1920年にかけて、同じ場所にあったラッチェンスの以前の木と漆喰の慰霊碑に代わり、ホーランド、ハネン&キュービッツによってポートランド石で建てられた。毎年11月11日（第一次世界大戦休戦記念日）に最も近い日曜日である「追悼の日曜日」には、この場所で追悼礼拝が行われる。ラッチェンスの慰霊碑のデザインは、イギリスの他の場所や、オーストラリア、カナダ、ニュージーランド、バミューダ、香港など、歴史的にイギリスと関係の深い国でも再現されている。

## 背景
第一次世界大戦（1914年-1918年）では、これまでにない規模の死傷者が出た。大英帝国の110万人以上の兵士が戦死した。その余波で、何千もの戦争記念碑がイギリスと大英帝国、そしてかつての戦場に建てられた。戦争記念碑の設計者の中でも特に著名なのは、ヒストリック・イングランドが「当代随一の建築家」と評したエドウィン・ラッチェンス（Sir Edwin Lutyens）である。 ラッチェンスは、20世紀の変わり目に富裕層の顧客のためのカントリー・ハウスの設計で評判を確立し、イギリス領インド帝国の新首都ニューデリーの設計者として世間に知られるようになった。戦争はラッチェンスに大きな影響を与え、それに続き、彼は死傷者の記念に多くの時間を捧げた。慰霊碑の設計を依頼された時には、彼はすでにコモンウェルス戦争墓地委員会(IWGC)の顧問を務めていた。
ラッチェンスの初めて手掛けた戦争記念碑は南アフリカのヨハネスブルグにあるランド連隊記念碑で、第二次ボーア戦争(1899年-1902年)の死傷者のために建てられた。彼が最初に依頼された第一次世界大戦の記念碑はサウサンプトンからの物だった。セノタフ（Cenotaph）という言葉は、ギリシャ語の「ケノタフィオン」に由来する。ラッチェンスは1890年代にガートルード・ジーキルのために設計したマンステッド・ウッドの関連で、この言葉に初めて出会った。彼はそこに石の上に置かれ楡製の長方形のブロック形をした庭椅子をデザインした。ラッチェンスとジーキルの友人であり、大英博物館の学芸員でもあるチャールズ・リデルが「シギムンダの慰霊碑」と名付けた物である。古代ギリシャでは慰霊碑は一般的で、ギリシャ人は戦死者を適切に埋葬することに文化的な重要性を置いていたので、戦いの後に遺体を回収することが不可能な場合に建てられた。第一次世界大戦の初期に、イギリス軍の戦死者は本国に送還せず、現地で埋葬されるという決定がなされていた。ラッチェンスは彼の最初のデザインがコストの理由で却下された後、彼は慰霊碑を提案した1919年初頭にサウサンプトンの記念碑を手掛けた時に用語を覚えていた。ロンドンとサウサンプトンの慰霊碑のための彼のデザインには、戦闘への明確な言及が含まれていないという点で、古代ギリシャの慣習を破った。最終的な結果(ホワイトホール慰霊碑の常設版の一週間前に発表された)は、ホワイトホールの記念碑の繊細さに欠けているが、ホワイトホールを含むラッチェンスの後続の記念碑に共通のデザイン要素を導入している。
1917年、ラッチェンスはWGCの顧問としてのフランス旅行の途上、破壊の規模に愕然とした。この経験は後に彼の戦争記念碑の設計に影響を与え、適切に死者を追悼するためには、異なる建築の形が必要であるという結論に彼を導いた。彼はリアリズムも表現主義も戦争の終焉の雰囲気を適切に捉える事はできないと感じていた。

## 起源:仮設のセノタフ

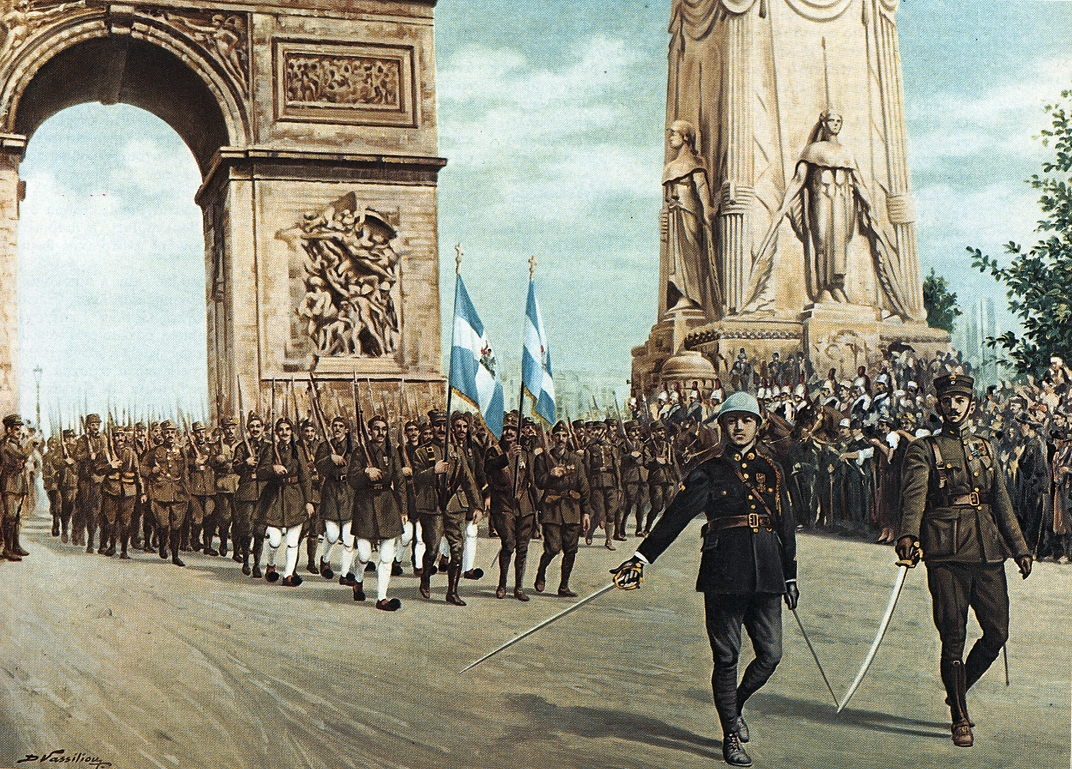
1919年7月14日にパリで行われた戦勝パレード、左のエトワール凱旋門のそばに仮設のカタファルク（右）が見える。

第一次世界大戦は1919年6月28日のヴェルサイユ条約の調印によって正式に終結した（ただし、1918年11月11日の休戦協定によって既に戦闘は終結していた）。イギリス政府は7月19日にロンドンで勝利のパレード（平和の祭典とも呼ばれる）を開催することを計画していた。後にセノタフとなる物の最初のデザインは、パレードのルートに沿って建設されたいくつかの仮設構造物の内のひとつだった。イギリスのパレードのためアイデアを模倣する事に熱心だったデビッド・ロイド・ジョージ首相はパリでの同種のパレードのためのフランス当局の計画には、行進中の軍隊の敬礼ポイントが含まれている事を知った。どのようにラッチェンスが関与するようになったかは不明だが、彼はアルフレッド・モンドとライオネル・アール(それぞれ政府の大臣と公共建築プロジェクトを担当した工務局の上級公務員)と親しい友人だったし、1人または両方の男性がラッチェンスとアイデアを議論した可能性が高いようである。ロイド・ジョージはラッチェンスを召喚し、彼にイギリスのパレードで同様の目的を果たすだろう 「カタファルク」を設計するよう依頼した。ロイド・ジョージは、その構造が非宗派的な物である事を強調した。ラッチェンスは同じ日にフランク・ベインズに会い、工務局のチーフ・アーキテクトとして、セノタフのアイデアをスケッチし、その夜の夕食で、彼の友人であるレディー・サックヴィルのために再びスケッチした。どちらのスケッチでもセノタフはほぼ完成した状態で描かれている。

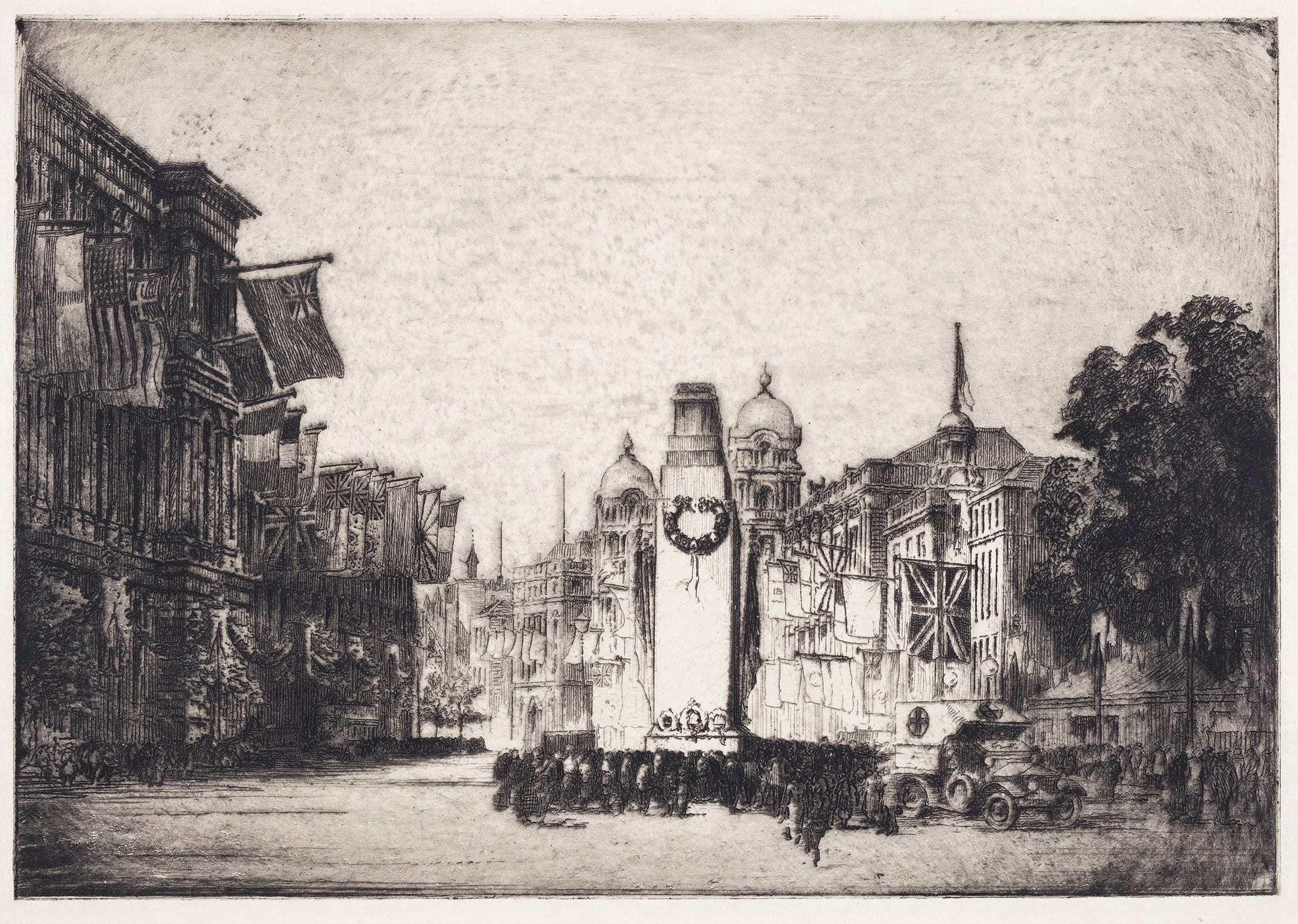
仮設のセノタフ　ウィリアム・モンクによるエッチング、1919年

ラッチェンスはこのデザインを非常に早く制作したが、サウサンプトン・セノタフのデザインやIWGCの仕事で証明されているように、彼はしばらくの間コンセプトを念頭に置いていた。ラッチェンスとモンドは以前、戦争中にハイド・パークの仮設戦争神殿のデザインで一緒に仕事をした事があった。その神殿は実現する事はなかったものの、ラッチェンスが記念建築のデザインを考え始めるきっかけとなった。建築史家のアラン・グリーンバーグは、モンドが首相との会談前にラッチェンスとセノタフのコンセプトを話し合ったのではないかと推測している。
「ラッチェンスと大戦争」の著者ティム・スケルトンによると、「もしそれがホワイトホールにないのであれば、私たちが知っている様なセノタフは、当然の事ながら他の場所に現れただろう」と書いている。  ラッチェンスのスケッチがいくつか残っているが、その中には慰霊碑の上部に炎のような壺を設けたり、基部に兵士やライオンの彫刻を施したり（サウサンプトン・セノタフのライオンの頭に似ている）など、いくつかの細かい変更を実験的に行ったことを示す物がある。
7月初旬にラッチェンスは最終的なデザイン案を工務局に提出し、7月7日には勝利祝賀会組織委員会委員長であったジョージ・カーゾンがデザインを承認したことを確認した。 除幕式は1919年7月18日、戦勝パレードの前日に行われ、タイムズ紙では「静かな」「非公式な」式典と表現された。ラッチェンスは招待されなかった。パレードの間、15,000人の兵士と1,500人の将校が行進、セノタフに敬礼した。その中にはアメリカのジョン・パーシング将軍とフランスのフェルディナン・フォッシュ元帥、イギリスのダグラス・ヘイグ元帥とデイヴィッド・ビーティー元帥が含まれていた。セノタフはすぐに一般の人々の想像力をかきたてた。戦争の初期から死者の送還は禁止されていたので、セノタフは不在の死者を代表する物となり、墓の代わりと見なされた。戦勝パレードのほぼ直後から、一般の人々がセノタフの基部に花を植えたり、花輪を作ったりした。1週間以内に推定120万人の人々が死者に敬意を払うためにセノタフを訪れ、セノタフの基部には大量の花が供えられた 。 タイムズ紙によれば「ロンドンの勝利の行進の中で、セノタフほど深い印象を与えたものはなかった」。

## 石造への改築
仮設セノタフを恒久的な構造物に改築する事を提案したのは、一般市民や全国紙からの提案であった。パレードの4日後、スタッフォード選出の庶民院議員であり、戦争を戦った陸軍将校であり、パリ講和会議のイギリス代表団の一員であったウィリアム・オームスビー＝ゴアは、庶民院でセノタフについてモンドに質問し、恒久的な代替案が計画されているかどうかを尋ねた。オームスビー＝ゴアは他の議員からの支持を背景にしていた。モンドは決定権は内閣にあるとしながらも、庶民院の支持を伝える事を約束した。翌週、タイムズ紙は恒久的な代替案を求める社説を掲載した（ただし、元の位置ではセノタフに車両が衝突する危険性があるとして、近くのホース・ガーズ・パレードに建設する事を提案した）。ロンドンと全国紙への複数の投書が寄せられた。内閣はラッチェンスの意見を求めた。ラッチェンスは元の位置が「フォッシュと連合軍の敬礼によって象徴性を与えられた」とし、「他の場所ではこのような象徴性を与える事はないだろう」とした。 内閣は国民の圧力に屈し、7月30日の閣議で石造りで元の位置に再建築することを承認した。
それでもセノタフの位置についての懸念は残った。タイムズの別の社説では、交通から離れたパーラメント・スクエアに設置する事を提案しており、その位置は地方自治体によって支持されていた。この問題は再び庶民院で提起され、オームスビー＝ゴアはセノタフを元の位置に再建することを求める声を先導し、この選択肢が国民に最も人気がある事を確信していると絶賛した。最終的には敷地への反対運動は鎮静化し、ホーランド、ハネン&キュービッツと建設契約が結ばれ、1920年5月に着工した。

モンドはラッチェンスに永久セノタフの工事が始まる前、デザインを修正する機会を与えた。建築家は11月1日に修正案を提出し、同日に承認された。彼は本物の月桂樹の花輪を石の彫刻に置き換え、エンタシス（ギリシャのパルテノン神殿を彷彿とさせる微妙な曲率）を加え、垂直面が内側に向かって先細りになり、水平面が円の弧を描くようにした。 ラッチェンスはモンドに次の様な手紙を書いた: 
ラッチェンスは以前にもほとんどの大規模なIWGC墓地に見られる追憶の石碑にエンタシスを用いていたが、これは問題なく受け入れられた。ラッチェンスが提案した唯一の重要な変更点は、布がすぐに摩耗し乱雑に見える事の恐れから、仮設セノタフの絹旗の代わりに塗装された石を使用する事であった。この提案はモンドに支持され、彫刻家フランシス・ダーウェント・ウッドに援助を求めて従事したが、変更は内閣によって拒否された。1920年8月のレディー・サックヴィルの日記には、建築家がこの変更について不満を述べた事が記録されているが、イギリス国立公文書館の文書によると、彼は6ヶ月前からこの変更に気づいていた事が示唆されている。

## デザイン
セノタフは全体がポートランド石で作られた長方形の塔で、段数は徐々に減少し、彫刻された墓箱（空墓）の上に月桂冠が置かれている。 その質量は高さとともに減少し、側面は基部の上部から棺の底部に向かって狭くなって行く。セノタフの台座は、台座から始まる段差の上から4段階になっており、台座ブロックにつながっている。台座は四方の基部ブロックから3インチ（7.6センチ）突出している。その上にはトーラス (半円形) 、サイマ・リバーサ、カベットの3つの段階からなるトランジション・モールディングがあり、構造物の下部は地面から6フィート(1.8メートル)少し上にある。グリーンバーグはこのセクションを「綿密に観察すると、それ自体がその質量より複雑な形に依存している事を示す単純な休息の外見で記念碑の全体的な性格を静かに確立している」と説明している。上部では、空棺はそれ自体の2つのステップの基礎によって主要な構造物に接続されており、その推移は底部のステップとパイロンの間のトーラス成形によって平滑化されている。空棺のふたはコーニスで締めくくられ、棺に影を落とすオボロ(縁の下の曲線の装飾的な成形品)に支えられている。一段高くなった台の上に別の月桂冠を戴冠させ、中央をへこませて側面の花輪の配置を反映させる。建物の底部は、ホワイトホールの中心の政府の建物に囲まれた3つの小さな階段に成型されている。セノタフは質素で装飾はほとんどない。墓の下の2段目の月桂冠は彫刻家フランシス・デルウェット・ウッドの作品でその下には 「栄光の死」(THE GLORIOUS DEAD) という碑文が刻まれている。他の唯一の碑文はローマ数字による世界大戦の日付で、最初の物は花輪の上の端、2番目の物は側面にある。
塔の上の線はどれもまっすぐではない。側面は平行ではないが、肉眼ではほとんど見えない程度の精密な幾何学を用いて微妙に湾曲している (エンタシス) 。延長すると、明らかに垂直なサーフェスは地面から1,000フィート(300メートル)の高さで接し、明らかに水平なサーフェスは球のセクションで、中心は地面から900フィート(270メートル)の高さになる。湾曲と漸減層の使用は、上の螺旋状の方向に目を引く事を意図しており、最初に碑文に、次に旗の上部へ、花輪に、最後に上部の棺へと向かう。これらの要素の多くはラッチェンスの初期のスケッチには存在しなかった。サックヴィル夫人のためのスケッチで、彼はセットバックのほとんどを省き、側面の花輪を杭からぶら下げ、別のスケッチでは棺の上に壷と土台の側面のライオンの彫刻を含んでいた(サウサンプトン・セノタフの松の実に似ている)。他の実験デザインでは旗は省略されており、壺の代わりに棺の上に横たわった像を載せた物もある。
セノタフの高さは35フィート（11メートル）、重さは120トン（12万キロ）である。

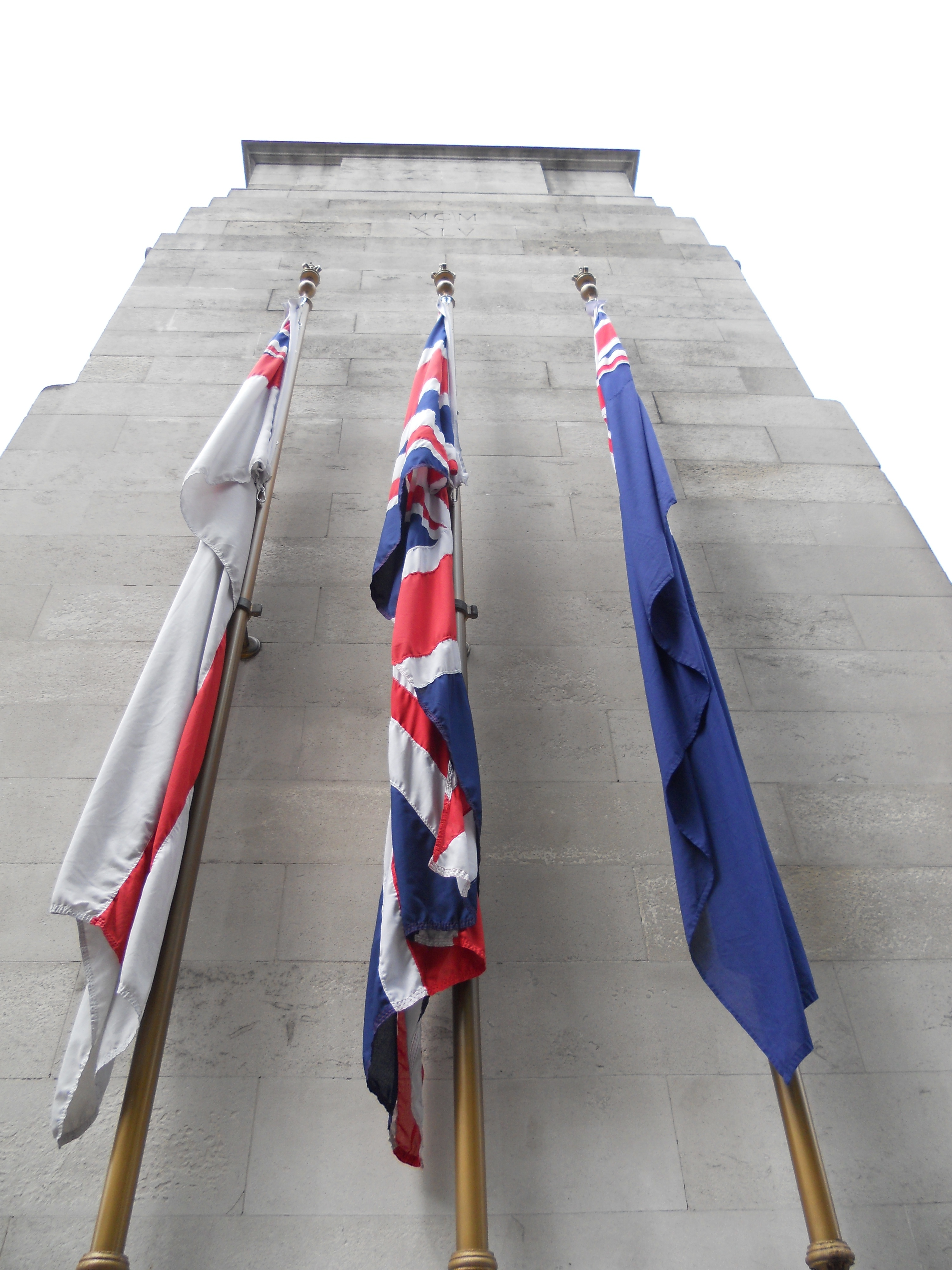
セノタフに掲げられたホワイト・エンサイン、ユニオン・フラッグとブルー・エンサイン

セノタフの両側には、ラッチェンスが石に置き換えたかったイギリスの旗が並んでいる。しかし、ラッチェンスは彼の他のいくつかの戦争記念碑に石の旗を使用し、ロッチデール・セノタフとノーサンプトン戦争記念碑の石旗には色が塗装され、エタプルとヴィレ＝ブルトヌーのIWGC墓地には塗装されなかった。 1919年以降の数年間、セノタフの片側にはユニオン・フラッグ、ホワイト・エンサイン、レッド・エンサイン、反対側にはユニオン・フラッグ、ホワイト・エンサイン、ブルー・エンサインが掲げられていた。1943年4月1日、西側のホワイト・エンサインがロイヤル・エアフォース・エンサインに代えられた。2007年時点で掲揚されていた旗は、イギリス海軍、イギリス陸軍、イギリス空軍、商船隊の物である。ブルー・エンサインはイギリス海軍予備員、イギリス海軍補助艦隊、およびその他の政府機関を表しており、自治領軍を表すためのものであった可能性もあったとされる。
当初、旗は6週間から8週間ごとに清掃のために交換されていたが、1922年から1923年の間に、メディアへの投書が旗の再導入につながるまでこの習慣は徐々になくなっていった。旗の最初の寿命は3ヶ月の5周期に設定された。1939年までには年に10回交換され、それぞれの旗は2回洗濯されて廃棄された。1924年までには、廃棄された旗はすべて帝国戦争博物館に送られ、正規の認定機関に再配布される事になった。

## 除幕

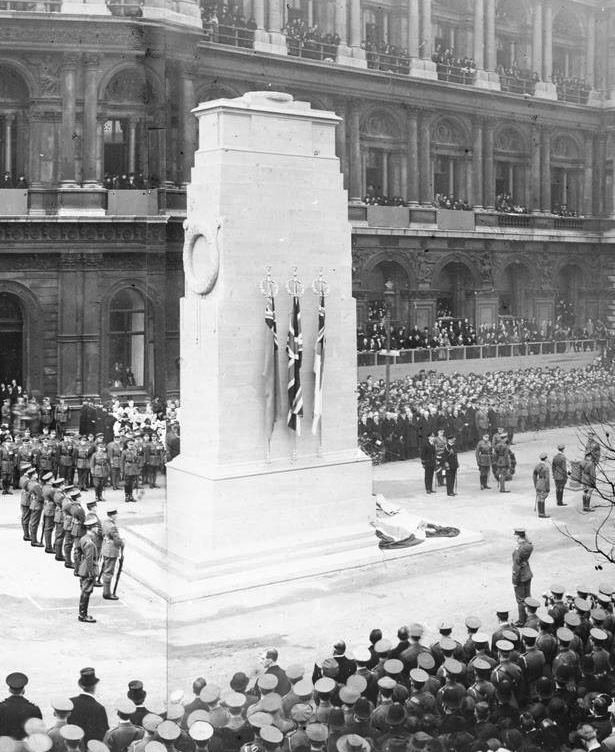
除幕式、1920年11月11日

建築家はセノタフの設計料を辞退したため、7,325ポンド（2019年の29万6,400ポンドに相当）で建設できた事になる。 1920年1月19日に着工し、オリジナルの旗は帝国戦争博物館に送られた。
当初、慰霊碑の完成時期は発表されていなかったが、政府は11月11日のリメンブランス・デーに間に合うように完成させたいと考えていた。1920年9月、休戦2周年の11月11日にセノタフが実際に除幕され、国王がその行為を行う事が発表された。計画の後期には、フランスの墓から掘り出された身元不明の兵士、通称「無名戦士」の葬儀を行い、ウェストミンスター寺院に埋葬する事が決まり、除幕式を葬列の一部とする事が決定した。ジョージ5世は11月11日午前11時にセノタフの除幕式を行い、今回はラッチェンスが首相とカンタベリー大主教ランドル・デイヴィッドソンと共に出席し、寺院に向かった。
除幕式は、無名戦士をウェストミンスター寺院の墓に安置するための大規模な行列の一部だった。葬列のルートはセノタフを通過し、待機していた国王が無名戦士を載せた砲車に花輪を捧げた後、大きなユニオン・フラッグで飾られたセノタフの除幕式が行われた。エドワード・エルガーがローレンス・ビニョンの詩「倒れた者のために」の短縮版に作曲した歌が歌われた。
披露されたばかりのセノタフに対する世間の反応は、休戦後のセノタフをも上回るものだった。ホワイトホールは式典後数日間通行止めとなり、一般の人々はセノタフの前を通り過ぎ、その基部に花を飾る様になった。1週間も経たない内に、花の高さは10フィート（3メートル）に達し、これまでに推定125万人が訪れている。

## その後の歴史

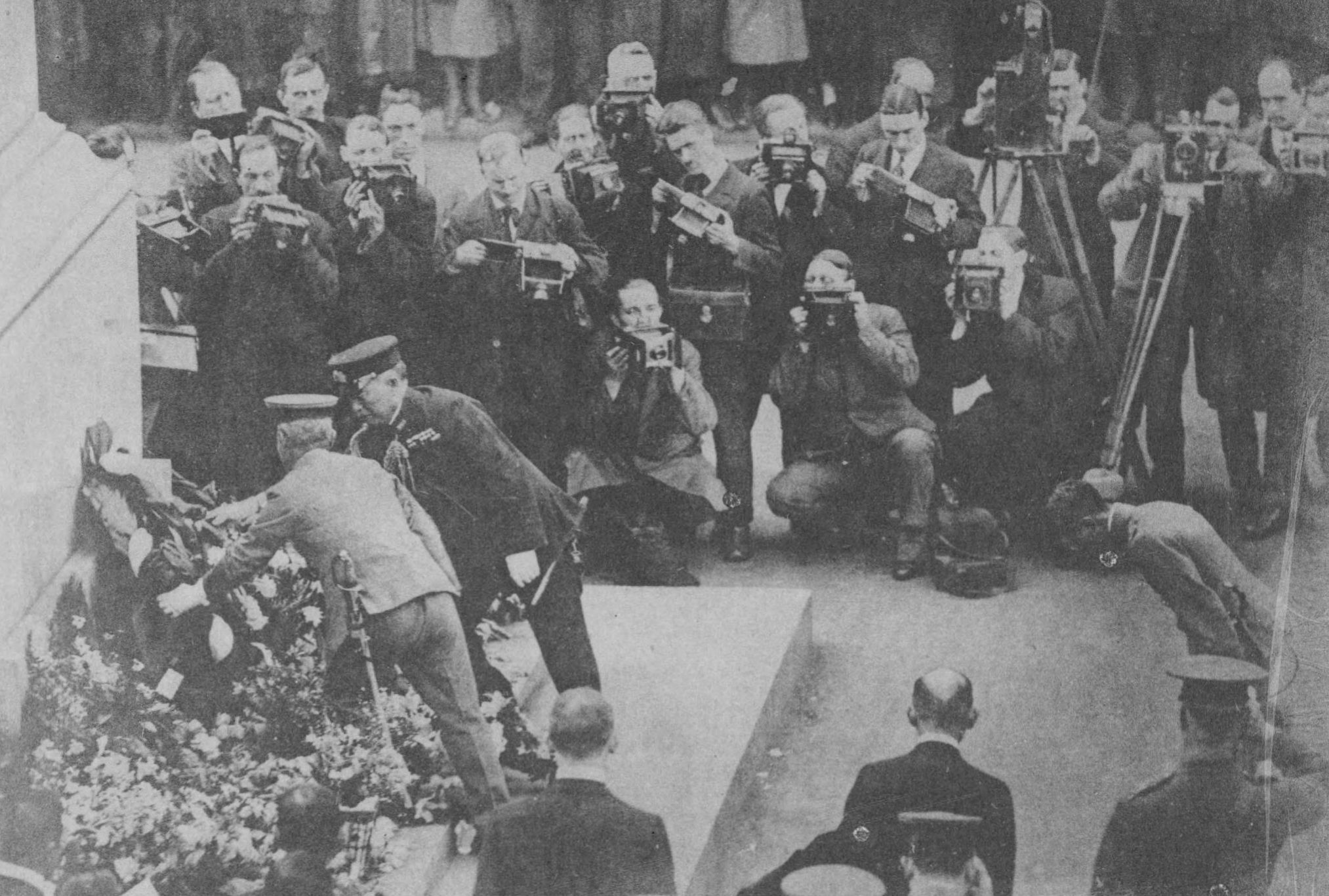
セノタフに献花し、頭を下げる皇太子裕仁親王。1921年

1920年代から1930年代にかけて、男性がセノタフの前を通る時は脱帽するのが慣例となっていた。 1920年代後半には、セノタフの角に等身大の銅像を追加したり、上部の花輪の中に垂直方向に光を放つライトを設置したりするなど、セノタフの修正案がいくつか出てきたが、すべてラッチェンスの助言を受けた工務局に却下された。
仮設セノタフの一部は、当初は帝国戦争博物館のコレクションとして保存されていたが、チャールズ・ファルクスが購入した。それは水晶宮に展示された後に博物館の本館に移され、1922年から博物館の休戦記念式典が行われる場所となった。仮設セノタフは第二次世界大戦中に爆弾によって破壊されたが、帝国戦争博物館のコレクションには、1919年から1923年頃にイギリス盲目の退役軍人協会によって仮設セノタフの木材から作られたセノタフの形をした木製の集金箱の例が含まれている。。
ホワイトホールは、第二次世界大戦でのヨーロッパの勝利が宣言された1945年5月8日に、ロンドンの他の地域と共に祝賀の場となった。1946年6月8日のロンドン戦勝記念式典では、より公式な行進がセノタフを通過した。セノタフは第一次世界大戦の大英帝国軍の戦死者を記念するために設計されていたが、後に第二次世界大戦で亡くなった人々を含む様に拡張された。第二次世界大戦の日付がセノタフの側面にローマ数字で追加され（1939-MCMXXXIX；および1945-MCMXLV）、セノタフは1946年11月10日の日曜日にジョージ6世によって2度目の除幕式が行われた。現在、セノタフはイギリスの男性軍人と女性軍人が戦った、第二次大戦後の戦争の戦死者を追悼するためにも使われている。セノタフは1970年2月5日に第1級イギリス指定建造物に指定された。
1921年、ラッチェンスは王立英国建築家協会の最高賞であるRIBAゴールドメダルを受賞した。メダルを授与した英国建築家協会のジョン・シンプソン会長は、セノタフを「（ラッチェンスの）すべての作品の中で最も注目すべき作品」と評した。
セノタフは、政治的な抗議活動の際に何度かヴァンダリズムの標的となっている。2010年に行われた学生の抗議活動では、男性が台座に登り、旗のひとつから振り落とされた。 2020年には、ジョージ・フロイドの死に端を発したブラック・ライヴズ・マターの抗議活動中に台座がスプレー塗料で落書きされた。 翌日、抗議者がセノタフのユニオン・フラッグのひとつに火をつけようとした。 その結果、セノタフはこれ以上の破壊行為を防ぐために一時的に覆い隠された。2020年11月11日、エクスティンクション・レベリオンはセノタフで無許可の抗議行動を行い、政治家やロイヤル・ブリティッシュ・リージョン（イギリス在郷軍人協会）によって非難された。

## 芸術と文学の表現
セノタフが美術作品に登場した例としては、ウィル・ロングスタッフによる「不滅の神殿」(オーストラリア戦争記念館所蔵) (1928年) やウィリアム・ニコルソンによる「ザ・セノタフ (平和行列の朝)」 (1919年) などがある。ニコルソンの後者の作品は2018年にロンドンのクリスティーズのオークションで62,500ポンドで落札された。 また、セノタフは1928年の休戦記念日にチャールズ・ドーマンが制作した記念メダルの裏側にも登場していた。 国家的イベントの芸術作品に登場するセノタフの例としては、1920年に政府の依頼でフランク・オーウェン・ソールズベリーがセノタフの除幕を記念して描いた儀式用絵画がある。タイトルは「無名戦士の通過、1920年11月11日」で、この作品の習作はバッキンガム宮殿、本作はホワイトホールの国防省本館に掛けられている 。

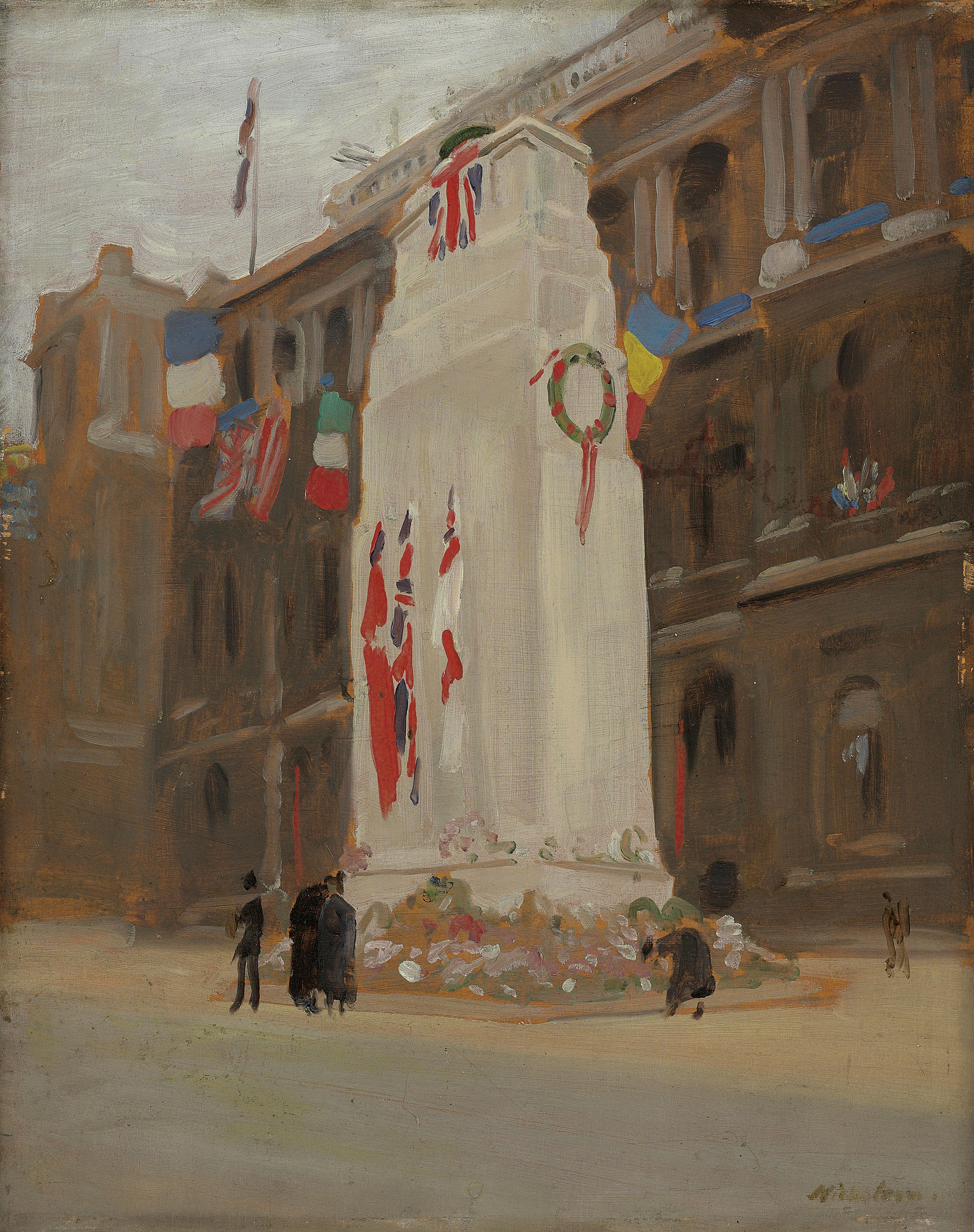
1919年にウィリアム・ニコルソンが仮設セノタフを描いた「ザ・セノタフ (平和行列の朝)」
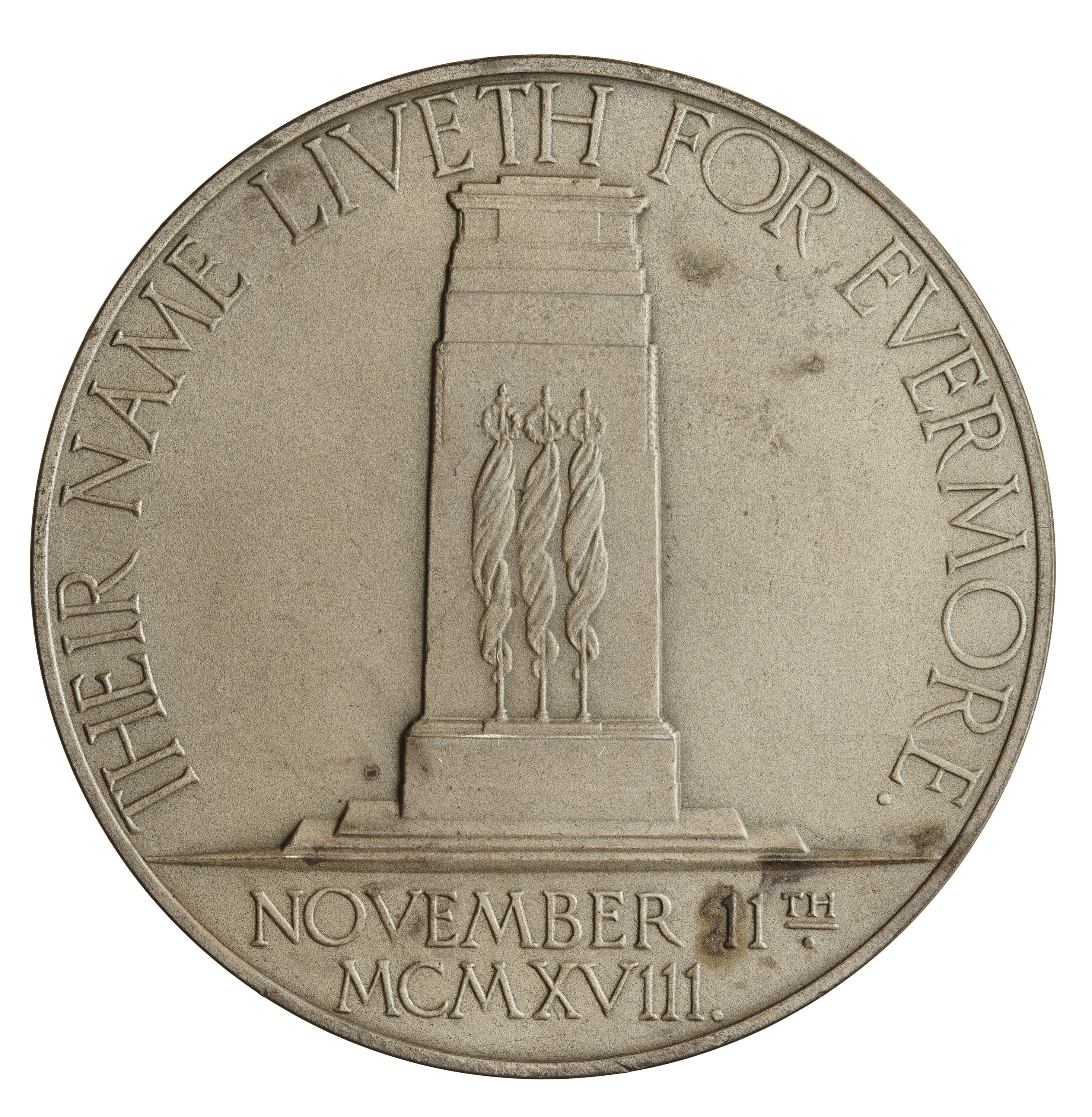
チャールズ・ドーマン作の1928年休戦記念日記念メダルの裏面に描かれたザ・セノタフ
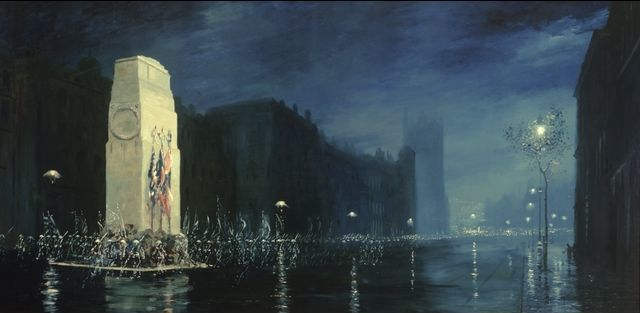
1928年にウィル・ロングスタッフが描いた「不滅の神殿」に登場するザ・セノタフ

ザ・セノタフに対する文化的な反応としては、シャーロット・ミューの「ザ・セノタフ」（1919年）、マックス・プラウマンの「ホワイトホールのザ・セノタフ」（1920年）、アーシュラ・ロバーツの「ザ・セノタフ」（1922年）、ジークフリード・サスーンの「ザ・セノタフにて」（1933年）や1935年にヒュー・マクダイアミッドが作ったサスーンと同じ題名の詩作がある。

## 追悼行事

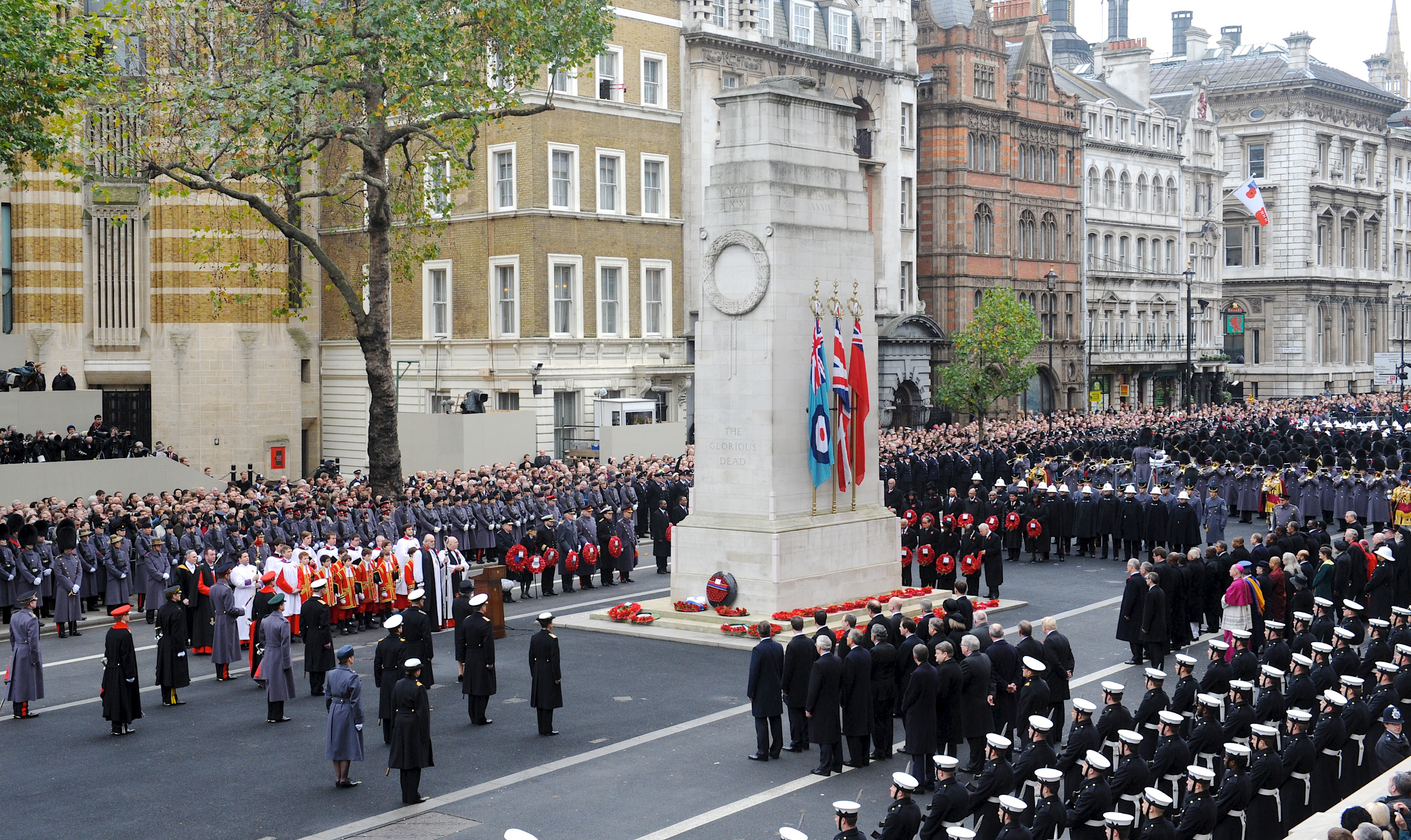
2010年に行われた追悼の日曜日の式典でザ・セノタフに供えられた花環

ザ・セノタフは11月11日（第一次世界大戦休戦記念日）に最も近い日曜日である追悼の日曜日の午前11時から毎年行われる戦没者追悼記念式典の会場となっている。1919年から1945年までは、休戦記念日に追悼礼拝が行われていた。 しかし、1945年からは追悼の日曜日に行われるようになった。制服を着た軍人（消防隊員と救急隊員を除く）が通過する際にザ・セノタフに敬礼する。
第二次世界大戦中に休戦記念日の式典は廃れたが、近年、11月11日の午前11時にザ・セノタフで式典を開催するという伝統は、第一次世界大戦に従軍した人々の記憶を永続させることを目的としたイギリスに本拠を置く慈善団体である西部戦線協会によって復活した。
このような近代的な式典が初めて行われたのは1919年11月11日で、ジョージ5世の提案により、イギリス全土で2分間の黙祷を行い、ロンドンで式典が行われた。何千人もの人々がホワイトホールの木と漆喰の仮設セノタフの周りに集まり、デビッド・ロイド・ジョージ首相がダウニング街から歩いて花輪を置いた。フランス大統領の代理も花環を捧げ、兵士や水兵が儀仗した。退役軍人協会が主催したザ・セノタフを通過する行列もあった。
年に一度の慰霊祭は他の日にも行われる。これには追悼の日曜日の次の日曜日に行われる王立戦車連隊による連隊パレードが含まれる。これはイギリス戦車が最も早く大量に配備されたカンブレーの戦いの記念日であるカンブレー・デー（11月20日）に最も近い日である。4月25日のANZACの日には午前11時からザ・セノタフで花環奉呈式とパレードが行われ、その後、ウェストミンスター寺院で記念礼拝と感謝祭が行われる。また、第一次世界大戦後の1922年6月12日に解散したアイルランド連隊の戦没者を記念して、アイルランド連隊連合会（Combined Irish Regiments Association）が毎年パレードと礼拝を行っている このパレードは、現在では女王誕生日パレードに続く6月の日曜日に行われている。
ザ・セノタフでのベルギー・パレードは、1934年から毎年、ベルギー建国記念日（7月21日）の前の日曜日に行われている。ベルギーはロンドン中心部で制服を着て武器を携行した軍隊がパレードする事を許されている唯一の国である。 イギリス戦争未亡人協会は、追悼の日曜日の前日にザ・セノタフで追悼の年次礼拝を開催している。

## その他のセノタフ

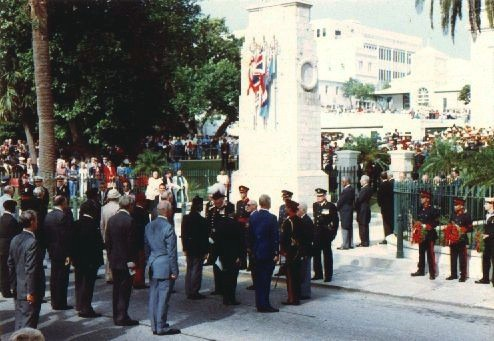
バミューダ・ハミルトンのセノタフで行われたリメンブランス・デーパレード、1990年

ラッチェンスが最初にデザインを手掛けたセノタフはサウサンプトン・セノタフ(1920年11月6日に除幕)であった。仮設のホワイトホール・セノタフ(1919年7月18日の非公式に除幕)の後に、恒久版のホワイトホール・セノタフ(1920年11月11日除幕)が続いた。ラッチェンスのホワイトホール・セノタフのデザインは、英国や大英帝国で他の戦争記念碑の建設に使用された。いくつかの追加や違いを含んだ2つの縮小版は、ケント州メードストンにあるクイーンズ・オウン・ロイヤル・ウェスト・ケント連隊セノタフとバークシャー州レディングのロイヤル・バークシャー連隊戦争記念碑として建てられた。それぞれ1921年7月30日、1921年9月13日に除幕された。ダービーのミッドランド鉄道戦争記念碑の除幕式は1921年12月15日に行われた。 ラッチェンスのデザインを取り入れたミドルズブラ・セノタフの除幕式が1922年11月11日に行われた。ロシュデール・セノタフの除幕式は1922年11月26日に行われた。皇后像広場と市庁舎の間に建設され、ほぼ正確に再現された香港のセノタフの除幕式は1923年の事である。
イギリスのマンチェスターにあるマンチェスター・セノタフ（同じくラッチェンスの作品）は1924年7月12日に除幕された物で、ホワイトホールのそれと類似点や相違点がある。ラッチェンスの「ホワイトホール」セノタフの形をしたウェールズ連隊戦争記念碑は、1924年11月11日にカーディフのメインディ・バラックスで除幕された。
トロントのセノタフは1925年11月11日に除幕され、ホワイトホールのデザインを基にしている。1925年5月6日には、バミューダのハミルトンで3分の2の縮尺のコピーが披露された。1929年11月にはニュージーランドのオークランドでホワイトホール・セノタフの複製が公開された。カナダのオンタリオ州ロンドンには正確なレプリカがあり、1934年11月11日に除幕された。

### 複製もしくは類似のセノタフ

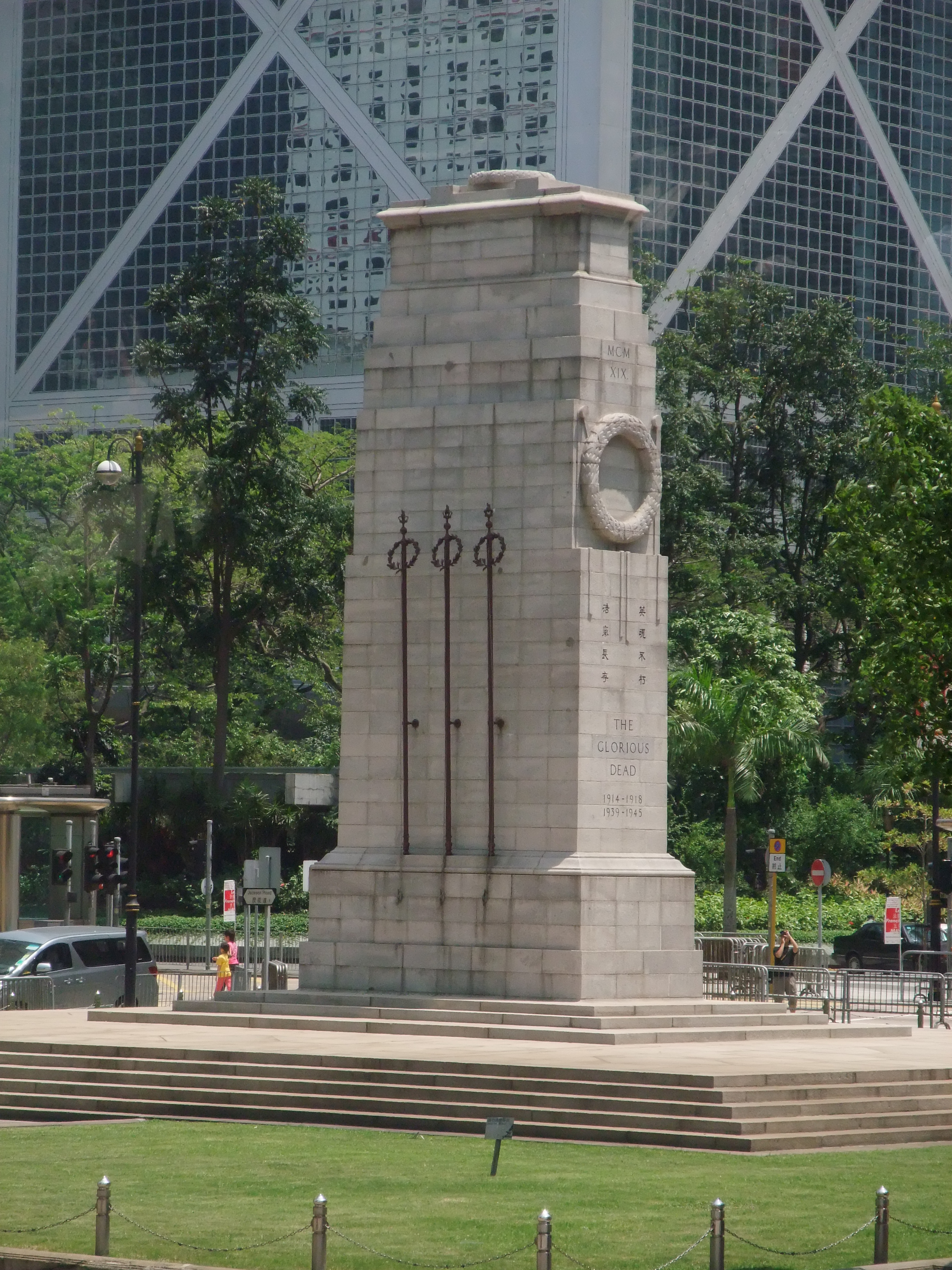
香港セノタフ
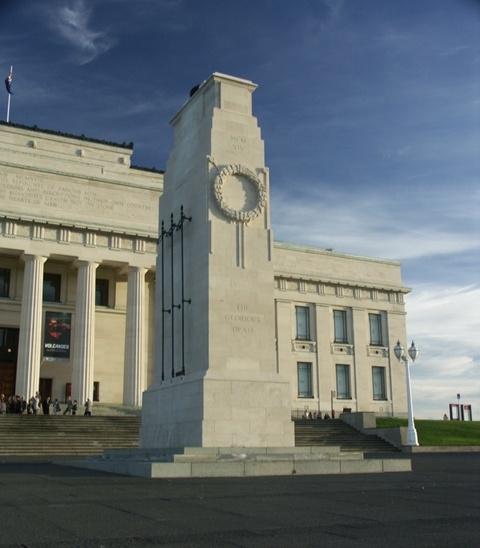
ニュージーランド・オークランドのセノタフ
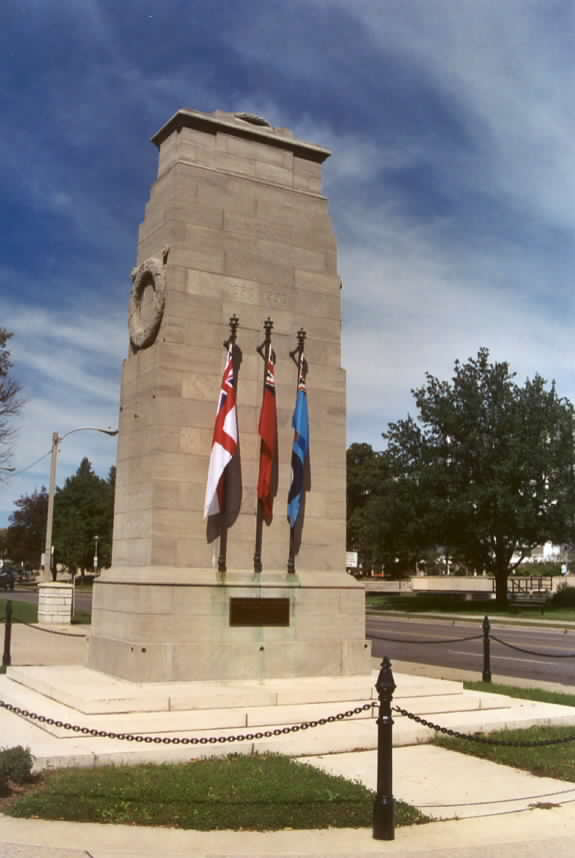
カナダ・ロンドンのヴィクトリア・パーク（英語版）にあるセノタフ
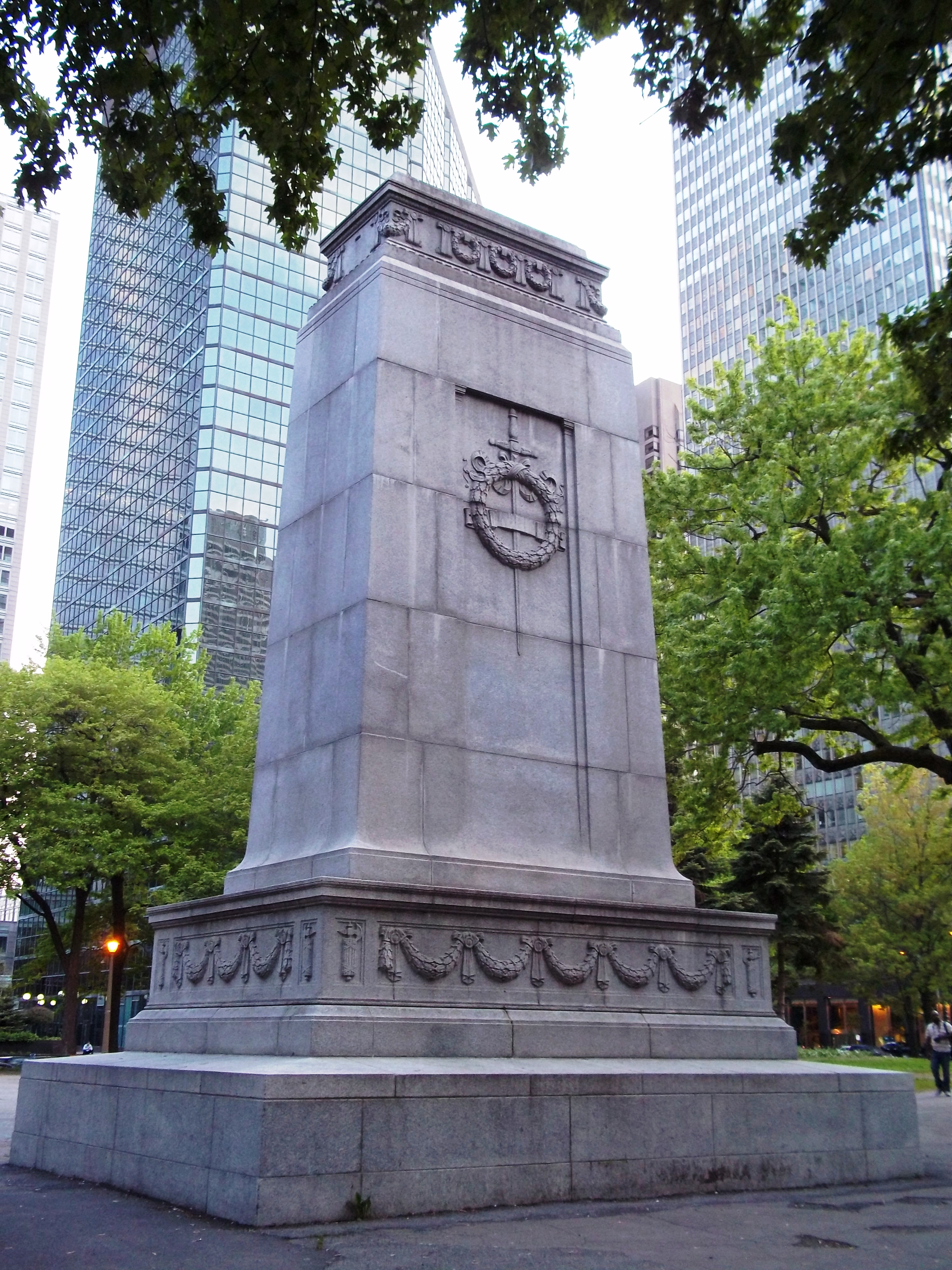
モントリオール・セノタフ（英語版）

### ラッチェンスがデザインした他のセノタフ

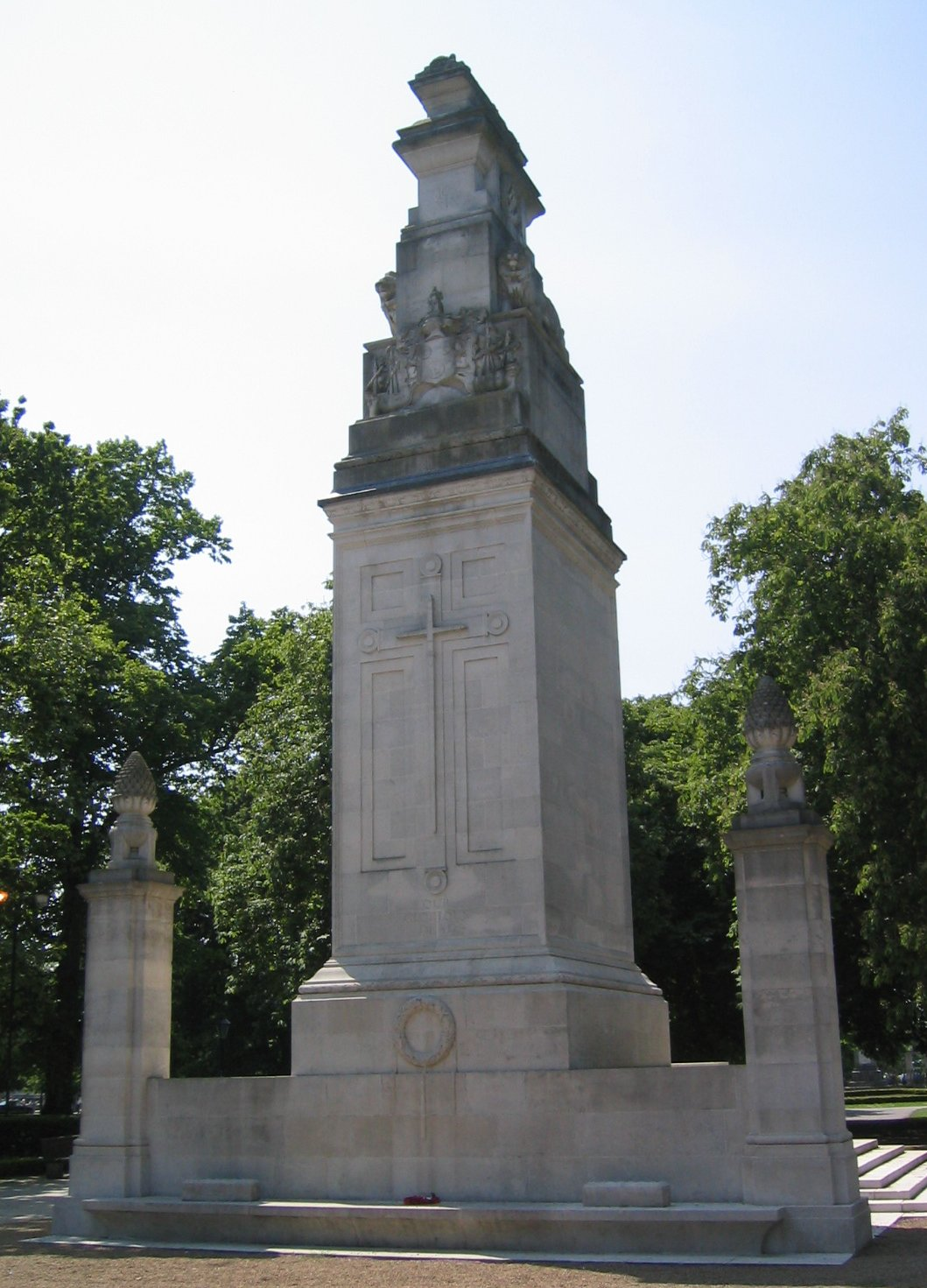
サウサンプトン・セノタフ
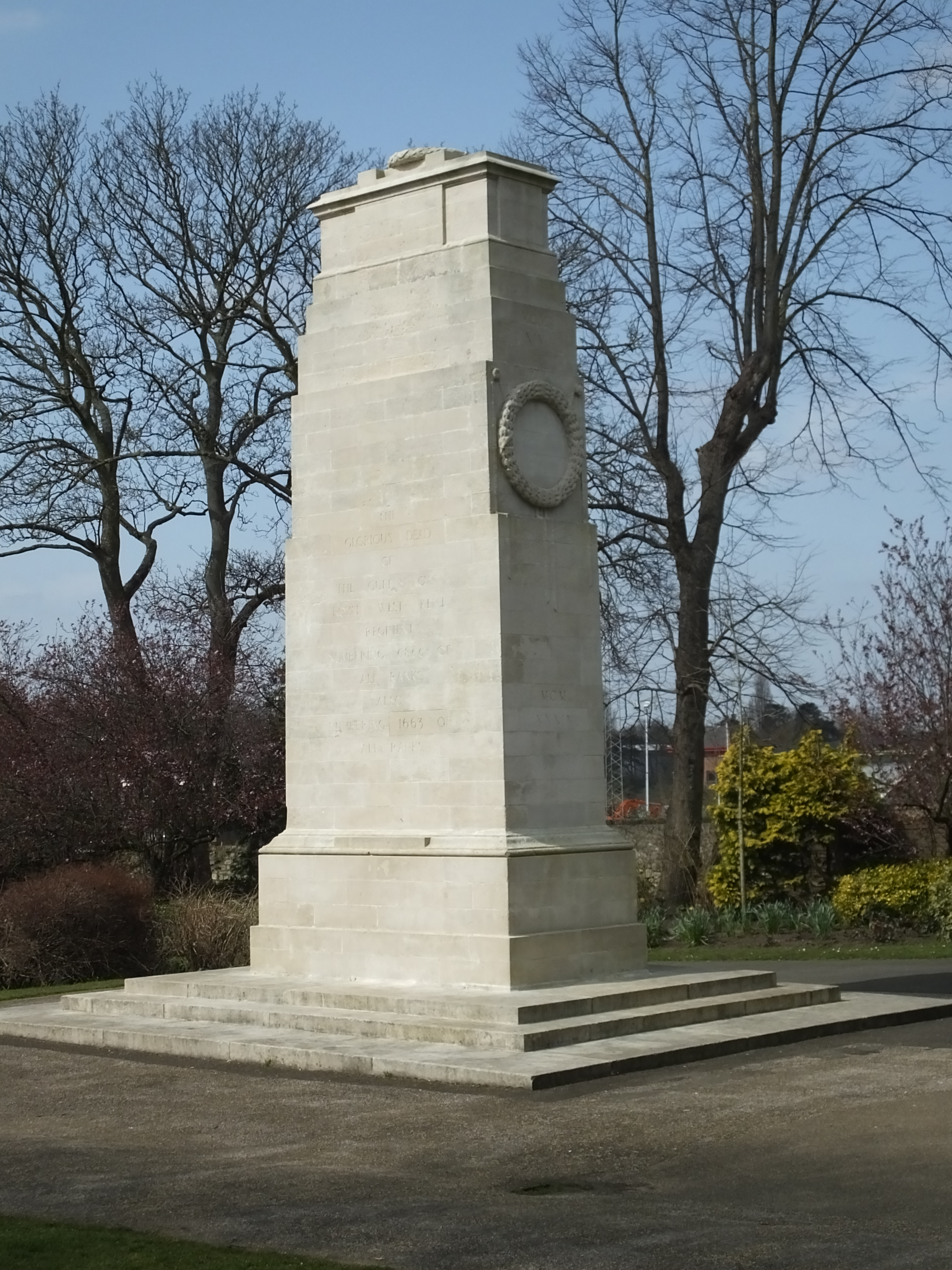
クイーンズ・オウン・ロイヤル・ウェスト・ケント連隊セノタフ
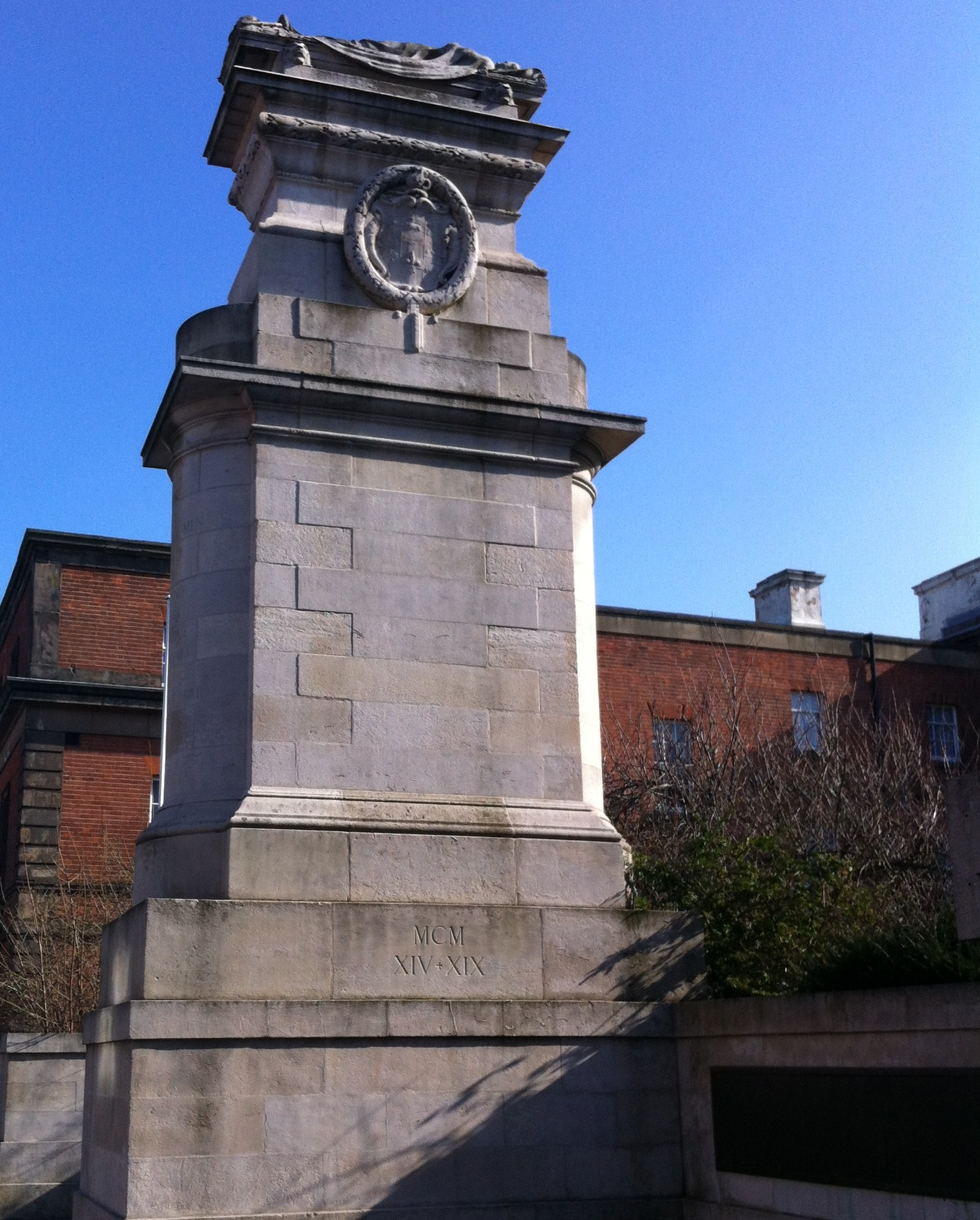
ミッドランド鉄道戦争記念碑
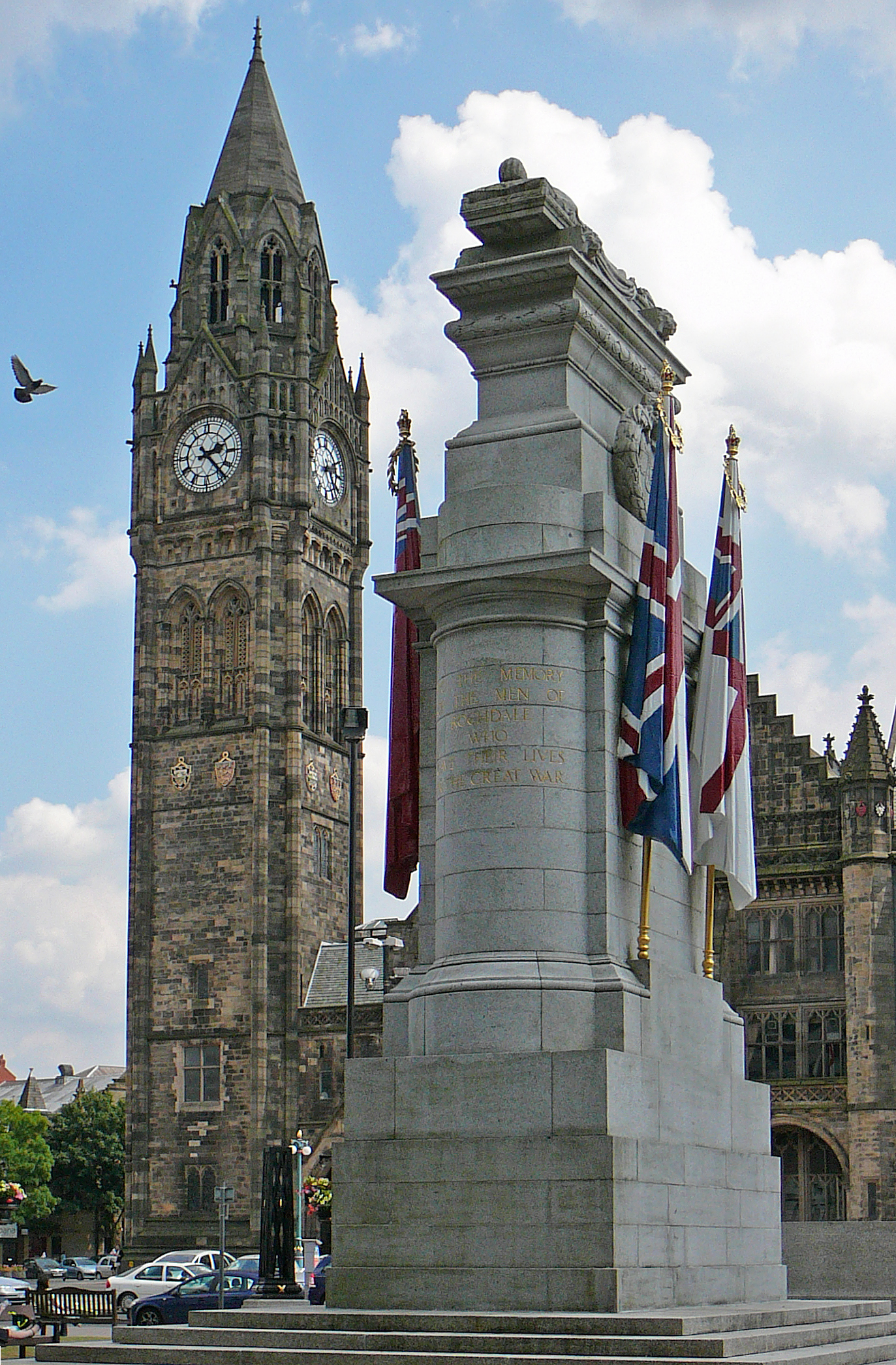
ロシュデール・セノタフ
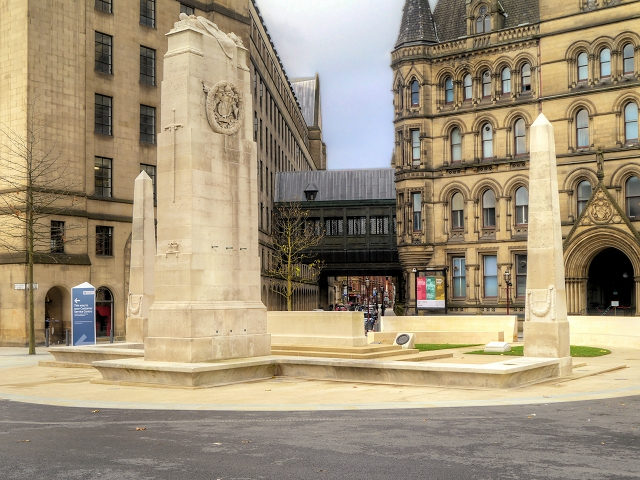
マンチェスター・セノタフ
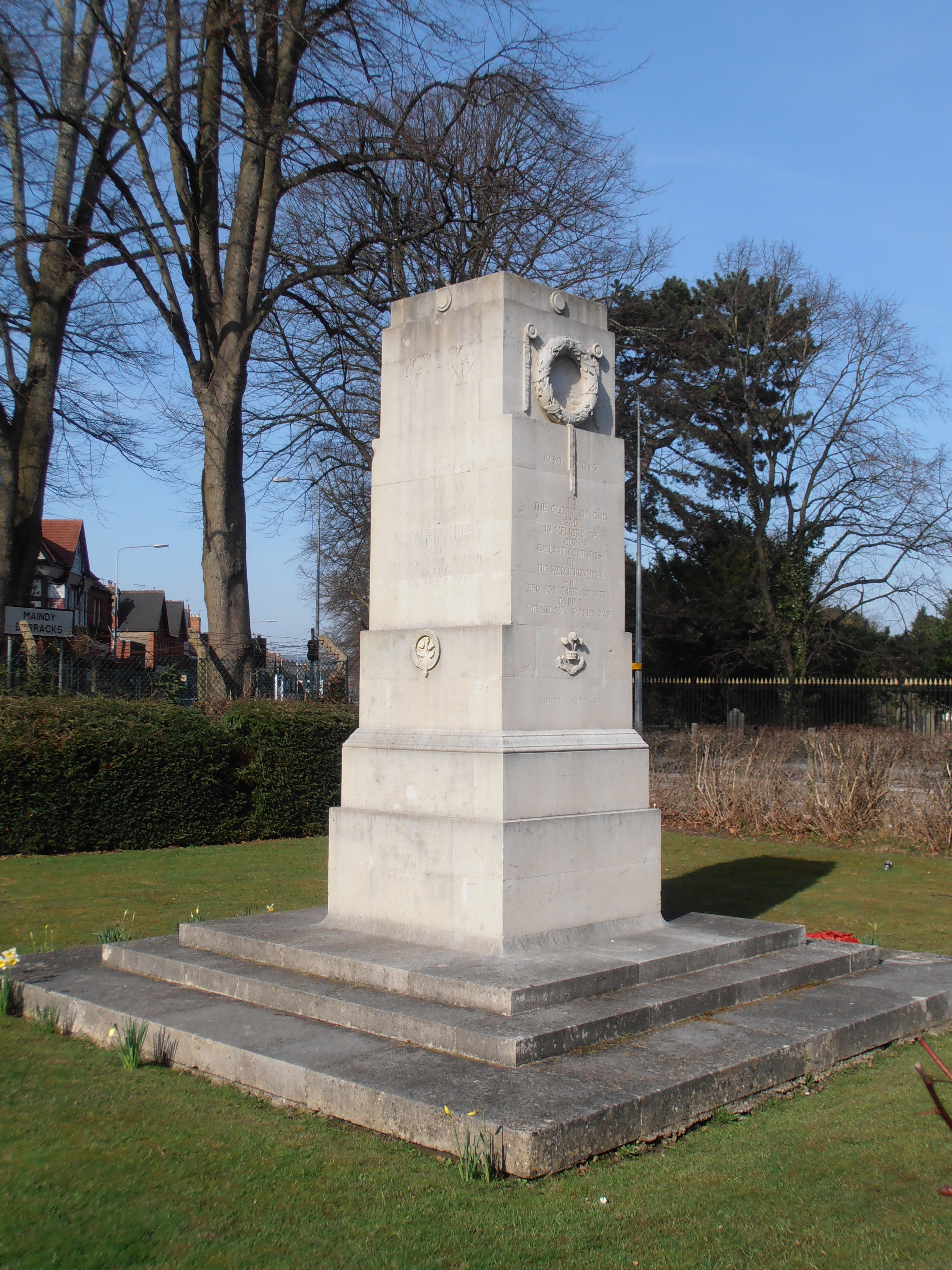
ウェールズ連隊戦争記念碑